# 海難審判
海難審判（かいなんしんぱん）とは、海難審判法（昭和22年法律第135号）に基づき、海難審判所が、職務上の故意または過失によって海難を発生させた海技士・小型船舶操縦士・水先人に対して懲戒を行うための手続である。
2008年10月1日に国土交通省設置法等の一部を改正する法律（平成20年5月2日法律第26号）が施行された。改正前は、海難について、海難審判庁が懲戒と原因究明の両方を担っていたが、改正後は、海難審判庁は廃止され、懲戒は海難審判所（新設）が、原因究明は航空・鉄道事故調査委員会を改組した運輸安全委員会が担うこととなった（運輸安全委員会では航空事故・鉄道事故に加え、船舶事故の原因究明も扱うこととなった）。前者のための手続が海難審判である。

## 概要
海難審判は、裁判に類似した手続が取られ（行政審判）、理事官が検察官役を、審判官が裁判官役を、海事補佐人が弁護人役を果たす。理事官と審判官は、いずれも海難審判所の職員である。
審判は、理事官の審判請求によって開始される。審判官は、海難が海技士・小型船舶操縦士・水先人の職務上の故意または過失によって発生したか否かを審理し、故意・過失が認められる場合には、裁決によって懲戒を行う。懲戒の内容は、免許の取消し、業務の停止、戒告の3種類である。なお、刑罰が科されることはなく、損害賠償を命ずることもない（もちろん別途刑事裁判・民事裁判が提起されることはありうる）。
裁決に不服がある者は、東京高等裁判所に裁決の取消しの訴えを提起することができる。海難とそれに関する故意・過失の判断は専門性を有することから、海難審判について裁判に類似した慎重な手続を採用する代わりに、一審級省略としたものである。なお、旧海難審判法下では、地方海難審判庁と高等海難審判庁の二審制であった。
現行制度下では海難審判法規則第5条に規定される重大な海難を東京の海難審判所が管轄することとし、それ以外の海難について地方海難審判所が管轄することとしている。
- 海難審判所（東京）
- 函館地方海難審判所
- 仙台地方海難審判所
- 横浜地方海難審判所
- 神戸地方海難審判所
- 広島地方海難審判所
- 門司地方海難審判所
- 門司地方海難審判所那覇支所
- 長崎地方海難審判所

## 海難審判の手続

### 海難の定義
海難審判の対象となる「海難」については海難審判法2条に定義がある。
- 海難審判法第2条
この法律において「海難」とは、次に掲げるものをいう。
  1. 船舶の運用に関連した船舶又は船舶以外の施設の損傷
  2. 船舶の構造、設備又は運用に関連した人の死傷
  3. 船舶の安全又は運航の阻害

### 審判前の手続
海上保安官、警察官及び市町村長は、海難が発生したことを知ったときは、直ちに管轄する海難審判所の理事官にその旨を通報しなければならない（海難審判法第24条
2項）。これらの通報のほかマスコミによる報道などにより、理事官が海難審判法によって審判を行わなければならない事実があったことを認知したときは、直ちに、事実を調査し、かつ、証拠を集取しなければならない（海難審判法第25条）。理事官は海難関係人を出頭させて事情を聴取したり、船舶を検査するなどして証拠を収集・検討し、海難が海技士もしくは小型船舶操縦士または水先人の職務上の故意または過失によって発生したものであると認めたときは、海難審判所に対して、その者を受審人とする審判開始の申立てをしなければならない（海難審判法第24条1項本文）。ただし、理事官は、事実及び受審人に係る職務上の故意または過失の内容発生の後5年を経過した海難については、審判開始の申立てをすることはできない（海難審判法第24条1項但書）。

### 審判
海難審判所は、理事官の審判開始の申立てによって、審判を開始する（海難審判法第30条）。海難審判法施行規則5条に定める重大な海難については東京の海難審判所において3人の審判官による合議体で海難審判が行われ、それ以外の海難については海難の発生した区域を管轄する各地方海難審判所において原則1人の審判官により海難審判が行われる（海難審判法第14条1項・第16条1項）。ただし、地方海難審判所における事件で1人の審判官で審判を行うことが不適当であると認めるときは3名の審判官で構成する合議体で審判を行う旨の決定をすることができる（海難審判法第14条2項）。合議体で審判を行う場合においては、審判官のうち一人を審判長とする（海難審判法第14条3項）。 
受審人は国土交通省令の定めるところにより、補佐人を選任することができる（海難審判法第19条）。補佐人は刑事裁判における弁護人に相当する役割を担う。
審判は準司法的な手続（行政審判）により進む。裁決の告知は審判廷における言渡しによる（海難審判法第42条）。本案の裁決には、海難の事実及び受審人に係る職務上の故意または過失の内容を明らかにし、かつ、証拠によってこれらの事実を認めた理由を示さなければならない（海難審判法第41条本文）。ただし、海難の事実がなかったと認めるときは、その旨を明らかにすれば足りる（海難審判法第41条但書）。

### 裁決の取消しの訴え
裁決に不服がありその取消しを訴える者は、東京高等裁判所に海難審判所長を被告とする訴訟を提訴できる（日本国憲法第76条第2項は行政機関が終審として裁判を行うことを禁止している。これを受けて海難審判法44条は海難審判所の裁決に不服のある者は東京高等裁判所に提起できるものとしている）。東京高等裁判所の判決に不服のある者は最高裁判所に上告することになる。裁判所は請求に理由があると認めるときは、裁決を取り消さなければならない（海難審判法第46条1項）。この場合には海難審判所は更に審判を行わなければならない（海難審判法第46条2項）。裁判所の裁判において裁決の取消しの理由とした判断は、その事件について海難審判所を拘束する（海難審判法第46条3項）。

### 裁決の執行
裁決が確定すると理事官によって裁決が執行される（海難審判法第47条・第48条）。執行は免状・免許証の取り上げまたは無効の宣言などの方法による（海難審判法第49条以下）。

### 経過規定
新海難審判法の施行の日（2008年10月1日）前に審判開始の申立てがなされた海難の審判や施行の日前に提起された高等海難審判庁の裁決に対する訴えについては、なお従前の例による（国土交通省設置法等の一部を改正する法律（平成20年法律第26号）附則4条前段）。また、この場合において、従前の高等海難審判庁及び地方海難審判庁並びにこれらの職員が行うべき事務は、海難審判所及びその相当する職員が行うものとし、このうち、従前の地方海難審判庁において取り扱うべき事務は、当該地方海難審判庁の所在地を管轄する地方海難審判所において取り扱うものとする（国土交通省設置法等の一部を改正する法律附則4条後段）。この場合の罰則の適用についても従前の例による（国土交通省設置法等の一部を改正する法律附則6条）。

## 海難審判の歴史
- 1897年 - 明治政府は高等海員審判所と地方海員審判所設置。
- 1948年 - 海員審判所を海難審判所（高等海難審判所及び地方海難審判所）に改組。
- 1949年 - 運輸省の外局として海難審判庁発足。
- 2001年 - 中央省庁再編により海難審判庁が国土交通省の外局となる。
- 2008年 - 国土交通省設置法・海難審判法改正。海難審判庁廃止。運輸安全委員会・海難審判所が発足。